# وزنه ماهیگیری

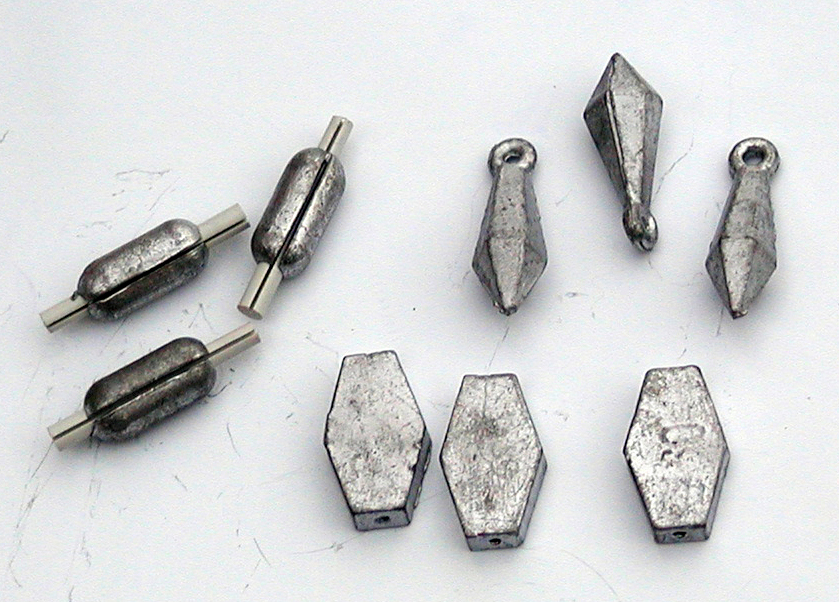
سه نوع وزنه سربی کوچک

وزنه ماهیگیری یا گره ماهیگیری وزنه‌ای است که همراه با طعمه یا قلاب ماهیگیری برای افزایش سرعت غوطه‌ور شدن، توانایی لنگر انداختن و/یا فاصله قلاب‌اندازی استفاده می‌شود. وزنه‌های ماهیگیری ممکن است برای کاربرد در آب‌های کم‌عمق به اندازه ۱ گرم، و برای کاربردهای ماهیگیری با حشره کوچک‌تر، یا برای ماهیگیری در اعماق دریا به اندازه چندین پوند یا به میزان قابل توجهی بیشتر باشند. آنها به اشکال تقریباً بیشماری برای کاربردهای ماهیگیری متنوع شکل می‌گیرند. نگرانی‌های زیست‌محیطی کاربرد سرب و دیگر مواد در وزنه‌های ماهیگیری را احاطه کرده‌است.
انواع زیادی از وزنه‌هاها وجود دارد که بسته به ماهی مورد تعقیب، محیط، شرایط فعلی و ترجیح شخصی مورد استفاده قرار می‌گیرند.